# Albrecht z Zinzendorfu
Albrecht VII. říšský hrabě z Zinzendorfu a Pottendorfu (Albrecht VII. Reichsgraf von Zinzendorf und Pottendorf) (24. srpna 1619, Karlsbach – 7. října 1683, Linec) byl rakouský šlechtic, politik a dvořan. Od mládí byl členem císařského dvora, kde později zastával několik vlivných funkcí. Krátce před smrtí dosáhl postů prezidenta tajné státní konference a císařského nejvyššího hofmistra.

## Životopis

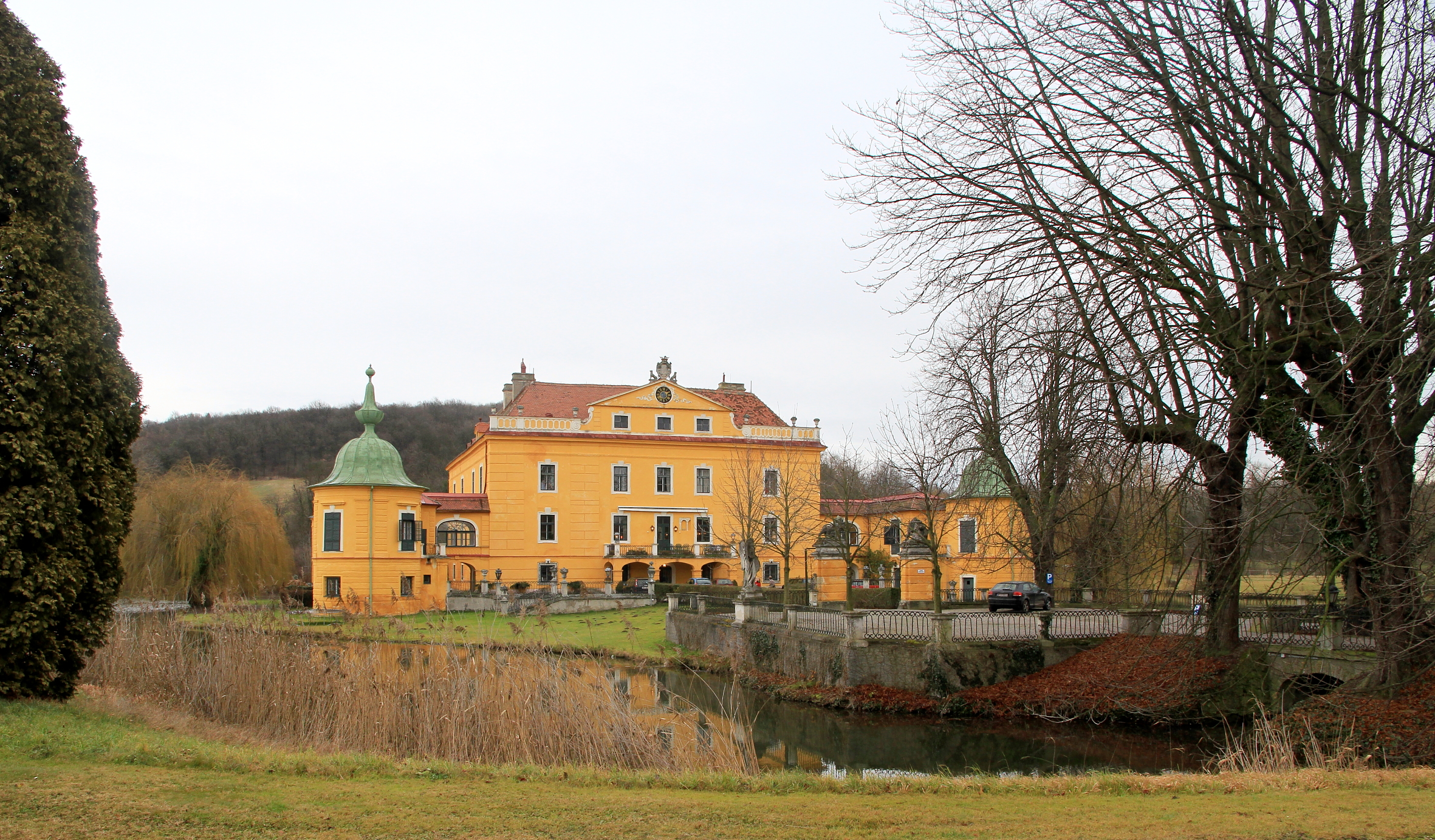
Zámek Wasserburg (Dolní Rakousy)

Pocházel ze staré rakouské šlechtické rodiny Zinzendorfů, narodil se jako čtvrtý syn barona Jana Jáchyma Zinzendorfa (1570–1626), po matce Juditě (1575–1621) byl synovcem knížat Karla, Maxmiliána a Gundakara Lichtenštejnů. Při rozdělování dědictví po otci obdržel ještě jako nezletilý panství Wasserburg a Freyenstein v Dolních Rakousích. Dostal vzdělání od katolických duchovních a od mládí se pohyboval u dvora císaře Ferdinanda III., souběžně zastával funkce ve správě Dolních Rakous. V roce 1640 byl jmenován císařským komorníkem a v roce 1645 byl uveden mezi členy říšské dvorní rady. Po smrti císaře Ferdinanda III. setrval u dvora, mimo jiné byl dědičným nejvyšším lovčím v Dolních Rakousích. Spolu s dalšími příbuznými byl v roce 1662 povýšen do říšského hraběcího stavu a v roce 1666 byl jmenován členem Tajné rady. Později byl u dvora vůdcem jedné frakce ve funkci nejvyššího hofmistra císařovny-vdovy Eleonory Magdaleny (1670–1678). V letech 1678–1683 byl nejvyšším maršálkem císařského dvora. V dubnu 1683 byl jmenován císařským nejvyšším hofmistrem a předsedou státní konference, zemřel ale již v říjnu téhož roku. Od roku 1675 byl rytířem Řádu zlatého rouna.
V roce 1641 se oženil s Marií Barborou Khevenhüllerovou (1624–1696), dcerou Františka Kryštofa Khevenhüllera (1588–1650), dlouholetého císařského vyslance ve Španělsku. Z jejich manželství pocházely tři děti. Dcery Marie Zuzana a Marie Josefa se provdaly do rodin Colloredů a Portiů, jediný syn František Karel (1647–1668) zemřel během kavalírské cesty v Paříži.
Ze zděděného majetku prodal v roce 1657 panství Freyenstein svému švagrovi Konrádu Baltazarovi ze Starhembergu.